# Чибирлей
Чибирлей — село в Кузнецком районе Пензенской области. Административный центр Чибирлейского сельсовета.
Расположено примерно в 14–15 км к югу от города Кузнецк, на ручье Медаевка, притоке реки Чибирлейка.

## Современное состояние
В селе имеются:
- Средняя общеобразовательная школа
- Дом культуры
- Фельдшерско-акушерский пункт
- Церковь во имя мученика Евгения Мелитинского (построена и освящена в 2014 году)
- Памятник погибшим воинам в годы Великой Отечественной войны

Церковь освящена 10 апреля 2014 года. Принадлежит к Кузнецкой епархии. В 2016 году освящены колокола.
На северо-восточной окраине села расположен родник «Часовня», освящённый в честь св. Николая Чудотворца.

## Население
| 1723  | 1795  | 1859  | 1877  | 1897  | 1911  | 1926  |
| ----- | ----- | ----- | ----- | ----- | ----- | ----- |
| 136   | ↗445  | ↗1226 | ↗1467 | ↗1629 | ↗1754 | ↗1921 |
| 1930  | 1939  | 1959  | 1979  | 1989  | 1996  | 2002  |
| ↘1845 | ↘1675 | ↘1376 | ↘1272 | ↘986  | ↘894  | ↘830  |
| 2010  |       |       |       |       |       |       |
| ↘755  |       |       |       |       |       |       |

## Транспорт
До села ведёт автодорога местного значения. Расстояние до районного центра — 14 км, до областного центра Пензы — около 111 км.

## Известные уроженцы
- Родионов, Евгений Александрович (1977—1996) — солдат-пограничник, погиб в Первой чеченской войне. Посмертно награждён орденом Мужества.
- Сидоров, Иван Захарович (1909—1943) — Герой Советского Союза, гвардии старший лейтенант.